# Лий де Форест
Лий де Форест (също Ли де Форест, на английски: Lee de Forest, * 26 август 1873 г. в Кансъл Блъфс, Айова; † 30 юни 1961 г. в Холивуд, Калифорния) е американски учен, инженер и изобретател. На негово име са издадени над 300 патента.
Де Форест изобретява пълната с газ лампа „аудион“ (Audion), предшественик на високовакуумния триод, 3-електродна електронна лампа, която може да се използва за усилване на слаби електрически сигнали (напрежения), и кандидатства за патент на 25 октомври 1906 г. Той се смята за един от бащите на електронната ера, тъй като аудионът допринася значително за разпространението на електронните устройства.

## Биография
Роден е на 26 август 1873 г. в Кансъл Блъфс (Council Bluffs), Айова, син на енорийския свещеник Хенри Суифт деФорест и на Анна Маргарет деФорест, родена Робинс. Лий има по-голяма сестра и по-малък брат.
Баща му се надява Лий един ден да стане свещеник. През 1879 г. баща му приема длъжността президент на училище в Talladega College, изцяло чернокожо училище в Таладега, Алабама. Там Лий прекарва по-голямата част от юношеския си живот. Повечето членове на местната бяла общност се възмущават от работата на баща му да преподава на чернокожи. Лий има приятели сред чернокожите момчета в града.
Де Форест постъпва в училището Маунт Хермон за две години, а през 1893 г. се записва в Йейлския университет. Като любопитен студент, той предизвика пълно прекъсване на тока в училищния кампус една вечер, докато се опитва да се включи в електрическата система на университета. Отстранен е от училище, но след известно време му е позволено да завърши обучението си. Плаща част от училищните си такси с изобретения, получава бакалавърска степен през 1896 г. Получава докторска степен през 1899 г. в Йейл, докторската му дисертация е свързана с радиовълните.
Де Форест се интересува от безжична телеграфия, което довежда до изобретяването на лампата „аудион“ (Audion) през 1906 г., с която той разработва безжичен телеграфен приемник. Отначало той заявява патент за двуелектродно устройство за откриване на електромагнитни вълни, вариант на изобретения две години по-рано вентил на Флеминг, използван в силови вериги. Приносът на де Форест се състои в това, че той използва диода не в силова верига, а за обработка на сигнали. След това де Форест създава аудиона, като прибавя към диода трети електрод. Така лампата има вече анод, катод и управляваща решетка, което му позволява не само да детектира, но и да усилва приетия радиосигнал. Наричат я „лампата на де Форест“, а от 1919 г. тя се нарича триод. С аудиона, изпълнена с газ лампа, е било възможно да се усили говор по време на радиоприемане.
Де Форест, обаче, не разбира правилно принципа на работа на своето изобретение, вместо него това правят други. Той твърди, че действието на устройството се основава на потока от йони, който се създава в газа, и затова твърди, че не бива в лампата да се създава вакуум. Затова и неговите първи прототипи на аудиона никога не постигат добро усилване. Друг американски изобретател, Едуин Армстронг успява пръв коректно да обясни работата на аудиона. Той също така го усъвършенства, като изпомпва газа, и по такъв начин лампата започва реално да усилва сигнала.
Де Форест е един от основателите на Института на радиоинженерите, един от двата предшественика на IEEE. Форест не харесва термина „безжичен“, и избира и въвежда новото наименование „радио“. След дипломирането си започва работа в „Western Electric“, където разработва електрически двигатели – динамо, телефонна техника и ранни радиоуреди. През 1902 г. започва собствен бизнес, продава радиооборудване и демонстрира новата технология.
Ламповият триод има жизненоважно значение при разработката на дългите трансконтинентални линии за телефонна връзка, при радарите и другите радиоустройства. Триодът е най-важното изобретение в електрониката от първата половина на XX век, като се започне от появата на радиото през 1890-те години през трудовете на Никола Тесла, Александър Попов, Гулиелмо Маркони и чак до изобретяването на транзистора през 1948 г. Мнозина наричат де Форест „бащата на радиото“.
Форест подава друго заявление за изобретяването на метод за регенериративен радиоприемник (приемник с положителна обратна връзка) през 1916 г., което води до дълга съдебна битка с плодотворния изобретател Едуин Армстронг, чиято молба за същия метод е подадена две години по-рано. Съдебният спор се проточва дванадесет години, преминавайки през процеси на обжалване и в крайна сметка стигайки до Върховния съд. Върховният съд се произнася в полза на Форест, въпреки че много историци смятат това решение за погрешно.
През 1919 г. Форест подава заявка за своя първи патент относно начин за озвучаване на филми, наричайки този процес DeForest Phonofilm. Във „Фонофилма на де Форест“ звукът се записва непосредствено на лентата във вид на пътечка с променлива оптична плътност, за разлика от метода с променлива широчина в системата „Фотофон“, разработена от RCA.
Лий Де Форест умира на 87 години в Холивуд на 1 юли 1961 г. Погребан е в гробището на Сан Фернандо в Лос Анджелис, Калифорния. Умира беден, с едва 1250 долара в банковата си сметка към момента на смъртта си. По повод на своята бурна кариера той се хвали, че е спечелил, а след това загубил четири състояния. Бил е замесен в няколко големи патентни дела, изразходва значителна част от доходите си за съдебни сметки и дори е съден (но оправдан) за измама с ценни книжа.

## Изобретения
- Електрически оптичен метод за създаване на кинофилми със звук
- Лампов триод